# メタ記憶
メタ記憶（メタきおく, metamemory）とは、ある内容が、自分の記憶のなかにあるかどうかという知識のこと。メタ認知の一部に属する。